# خانواده بزرگ هندی
خانواده بزرگ هندی (انگلیسی: The Great Indian Family) فیلم هندی کمدی-درام هندی-زبان، محصول سال ۲۰۲۳ است که توسط ویجی کریشنا آچاریا نوشته و کارگردانی گردیده‌است، این فیلم توسط آدیتیا چوپرا تحت نشان شرکت یاش راج فیلمز ساخته شد. بازیگر اصلی ویکی کائوشال در نقش فرد صاحب‌نظر مذهبی هندو است که متوجه می‌شود از بدو تولد مسلمان زاده بوده‌است، به همراه مانوشی چیلار، مانوج پاهوا و کُمُد میشرا که در نقش مکمل ظاهر می‌شوند.
فیلمبرداری اصلی در روز ۲۰ نوامبر ۲۰۲۰ شروع شد و در ۲۵ فوریه ۲۰۲۱ خاتمه یافت. فیلم خانواده بزرگ هندی در روز ۲۲ سپتامبر ۲۰۲۳ اکران شد. فیلم بعد از نمایش، نظرات منفی را دریافت کرد و در گیشه فروش به یک فیلم شکست خورده تجاری تبدیل شد به نحوی که در داخل کشور تنها به فروشی بالغ بر ۵٫۶۵ کرور روپیه دست یافت.